# Quake II
Quake II er et computerspil i Quake-serien og efterfølgeren til Quake. I Quake II havde id Software helt droppet historien fra det første Quake. Man var nu en rummarineinfanterist, der kæmpede imod væsner kaldet "Stroggs". Man var den eneste overlevende fra styrtet af et rumskib, hvis besætning havde til opgave at dræbe Stroggenes leder og slukke deres planets forsvarssystem.
Quake 2 blev udgivet i 1997 af id Software, udviklet af et programmørteam med John Carmack i spidsen, det samme der forinden havde udgivet klassikeren Doom.